# آغجه‌کند (کلبجر)

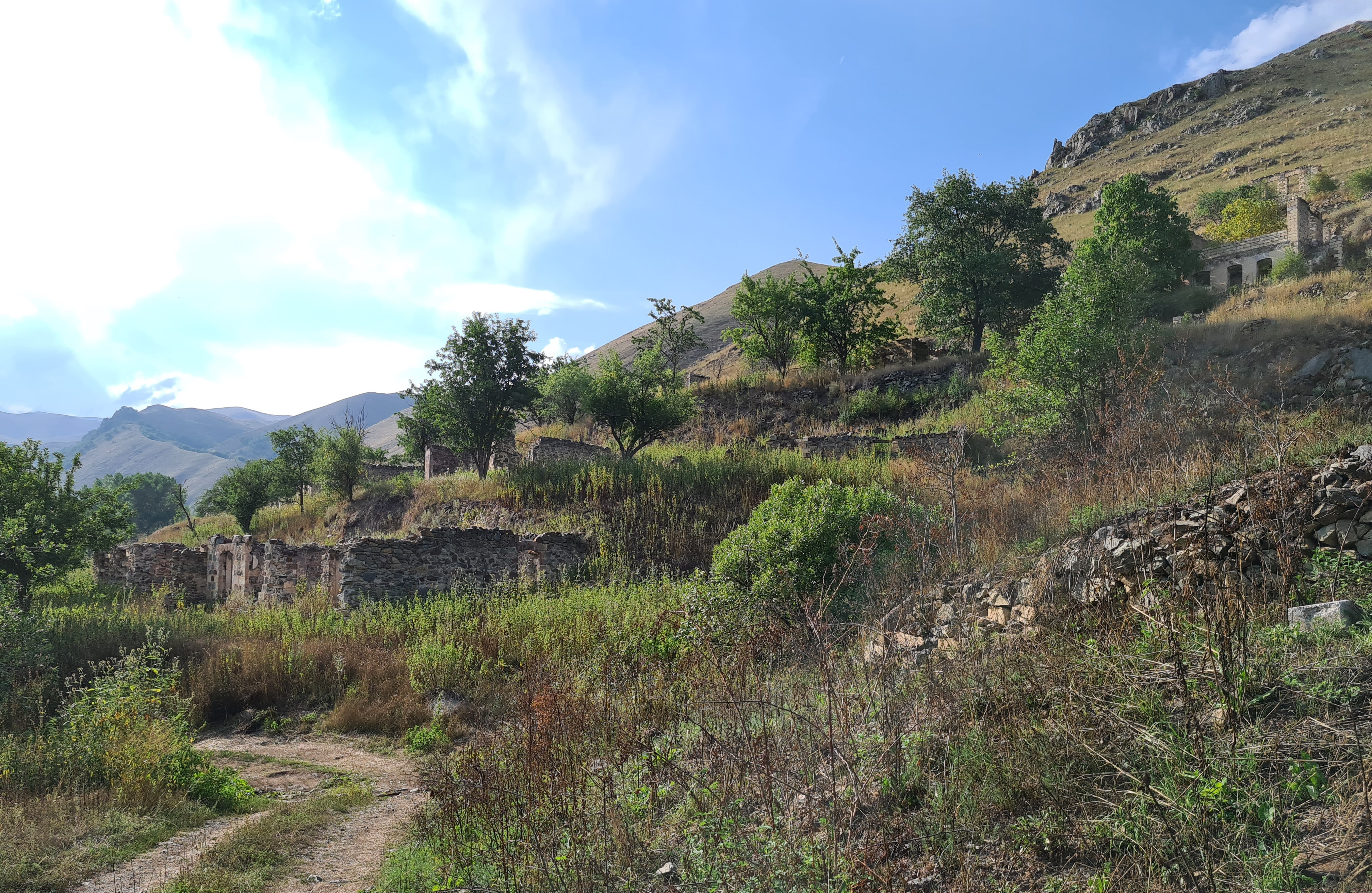
آغجه‌کند

آغجه‌کند (ترکی آذربایجانی: Ağcakənd) یک منطقهٔ مسکونی در جمهوری آرتساخ است که در استان شاهومیان واقع شده‌است.